# Santo Estêvão do Penso
Santo Estêvão do Penso is een plaats (freguesia) in de Portugese gemeente Braga en telt 400 inwoners (2001).